# آستون مارتین شاسی‌کوتاه ولانته
آستون مارتین پرنده کوچک کلاسیک (Aston Martin Short Chassis Volante) خودرویی است که در سال‌های ۱۹۶۵–۱۹۶۶(۳۷ produced)تولید شده‌است.
این خودرو در کلاس خودرو GT قرار گرفته، طراحی آن خودروهای موتور جلو-محور عقب بوده است. موتور آن ۳۹۹۵ سی‌سی است.